# Ella Vaday
Nick Collier (nascut el 23 de setembre de 1988), més conegut com a Ella Vaday, és una drag queen, actor i ballarí anglesa que va competir a la tercera temporada de RuPaul's Drag Race UK.
Collier es va establir a Dagenham, l'est de Londres quan era nen. Aficionat al cant i al ball de petit, va assistir a Bird College, una escola d'arts escèniques a Sidcup, al sud-est de Londres.
Collier va treballar primer com a ballarí de suport per a Olly Murs i Eoghan Quigg a The X Factor. Els crèdits teatrals inclouen Book of Mormon, Cats, Fame, Joseph and the Amazing Technicolor Dreamcoat, Peter Pan i Wicked. També ha dirigit un negoci de passeig de gossos. Collier va competir amb el seu nom de drag, Ella Vaday, a la tercera sèrie de RuPaul's Drag Race UK. Va imitar a Nigella Lawson durant el repte Snatch Game. Conor Clark de Gay Times va qualificar la imitació d'"icònica". Collier va ser un dels tres finalistes, competint contra Krystal Versace i Kitty Scott-Claus en la sincronització labial final de "You Don't Own Me" de Dusty Springfield.
Collier també apareixerà com Ella Vaday a Sumotherhood, el llargmetratge que segueix Anuvahood d' Adam Deacon, que s'estrenarà a finals de 2022.
Durant la pandèmia de la COVID-19, el seguiment d'Ella Vaday a les xarxes socials va augmentar de 6.000 a 30.000 seguidors.